# Andréi Soloménnikov
Andréi Soloménnikov (Izhevsk, 10 de junio de 1987) es un ciclista ruso que fue profesional entre 2008 y 2017.
En 2019 regresó al Gazprom-RusVelo como director deportivo.

## Palmarés
2007 (como amateur)
- Gran Premio San Giuseppe

2011
- 1 etapa de los Cinco Anillos de Moscú
- Coppa della Pace

2012
- Tour de Loir-et-Cher

2013
- 3.º en el Campeonato de Rusia en Ruta

2014
- Memorial Oleg Dyachenko
- Cinco Anillos de Moscú

2015
- Krasnodar-Anapa

## Resultados en Grandes Vueltas y Campeonatos del Mundo
Durante su carrera deportiva consiguió los siguientes puestos en las Grandes Vueltas y en los Campeonatos del Mundo:
| Carrera         | Carrera         | 2008 | 2009 | 2010 | 2011 | 2012 | 2013 | 2014 | 2015 | 2016  | 2017 |
| --------------- | --------------- | ---- | ---- | ---- | ---- | ---- | ---- | ---- | ---- | ----- | ---- |
|                 | Giro de Italia  | —    | —    | —    | —    | —    | —    | —    | —    | 127.º | —    |
|                 | Tour de Francia | —    | —    | —    | —    | —    | —    | —    | —    | —     | —    |
|                 | Vuelta a España | —    | —    | —    | —    | —    | —    | —    | —    | —     | —    |
| Mundial en Ruta | Mundial en Ruta | —    | —    | —    | —    | —    | —    | Ab.  | —    | —     | —    |

—: no participa

Ab.: abandono